# Локшин, Александр Александрович
Александр Александрович Локшин (род. 1951, Москва) — математик, доктор физико-математических наук, профессор МПГУ. Сын композитора А. Л. Локшина и филолога Т. Б. Алисовой.

## Биография
Окончил механико-математический факультет МГУ (1973) и аспирантуру (1976).
Защитил диссертацию «О лакунах и слабых лакунах гиперболических и квазигиперболических уравнений» на учёную степень кандидата физико-математических наук (1977).
Защитил диссертацию «Волны в наследственно-упругих средах» на учёную степень доктора физико-математических наук (1985).
Автор 33 научных статей, а также 23 книг.